# Cuộc vây hãm Bitche
Cuộc vây hãm Bitche là một trận bao vây dữ dội trong cuộc Chiến tranh Pháp-Phổ, đã diễn ra từ ngày 6 tháng 8 năm 1870 cho đến ngày 27 tháng 3 năm 1871, tại thị trấn công sự nhỏ Bitche (Bitsch) thuộc khu hành chính Moselle của Pháp. Trong cuộc vây hãm dai dẳng này (do một chi đội thuộc Quân đoàn II của Vương quốc Bayern thực hiện và Đại tá Kohlermann là người điều khiển việc pháo kích), quân đội Pháp trú phòng tại pháo đài Bitche dưới quyền chỉ huy của viên sĩ quan Louis-Casimir Teyssier đã kháng cự thành công trước quân đội Đức trước khi hiệp định đình chiến được ký kết giữa hai nước (mặc dù nhiều cuộc phá vây của quân Pháp đã thất bại) và chỉ đầu hàng quân đội Bayern vào cuối tháng 3 năm 1871 sau khi giao chiến chấm dứt đã lâu. Đạo quân trú phòng của pháo đài Bitche đã được phép triệt thoái khỏi đây với mọi danh dự của chiến tranh, cũng như mọi cờ phướn và khí giới của họ. Thực ra, quân đội Đức chưa từng vây hãm hoàn toàn Bitche, tuy nhiên cuộc công pháo của họ đã gây cho thị trấn bị hủy hoại nặng nề.
Bitche (Bitsche) là pháo đài xa nhất về hướng tây trong các pháo đài của Pháp tại vùng núi Vosges, và có vị trí thuận lợi đối với đạo quân trú phòng của Pháp. Vào ngày 7 tháng 8 năm 1870, sau sự thất bại của quân đội Pháp trong Wœrth, một phần binh lực của Pháp đã tháo chạy về Bitche để tiếp tục rút về Vosges. Và, vào ngày 8 tháng 8, Quân đoàn II của Bayern đã xuất hiện ở đằng trước Bitche. Pháo đội kỵ binh của Bayern đã nã đạn vào Bitche, và vấp phải sức kháng cự quyết liệt của quân Pháp trong pháo đài. Do không thể trì hoãn bước tiến của mình, Quân đoàn II của Bayern đã buộc phải đi vòng qua pháo đài, và các đoạn đường hiểm trở đã gây khó khăn cho họ. Người Đức đã đem công thành pháo đến Bitche, đồng thời cử một trung đoàn pháo dã chiến Bayern thực hiện nhiệm vụ công pháo. Quân đội Đức đã xây dựng các khẩu đội pháo, và vào đầu tháng 9, một cuộc phá vây do một đội quân lớn của Pháp thực hiện đã bị quân Bayern đè bẹp. Vào ngày 10 tháng 9, Đại tá Kohlermann nhận thấy đã đến thời khắc nã pháo. Ông đã cho phép cư dân tại Bitche được rời khỏi thị trấn, và nhiều người đã chớp ngay thời cơ. Dù vậy, Teyssier ở một mức độ nào đó không cho phép người dân rời bỏ Bitche. Và, quân đội Bayern đã bắt đầu pháo kích, song cuộc pháo chiến giữa hai phe đã kết thúc vào lúc trưa. Hôm sau, cuộc pháo kích đã gây cháy ở nhiều công trình trong thị trấn, song phải đến ngày 14 tháng 9 thì một số vị trí quan trọng của pháo đài mới bị hủy hoại. Song, dù khó thể ngăn ngừa làn đạn khốc liệt của người Bayern, người Pháp vẫn không đầu hàng. Tình hình cho thấy là chỉ một cuộc vây hãm thực thụ mới có thể hạ nổi Bitche, nhưng pháo đài lại không xứng tầm quan trọng với một cuộc tiến công của quân đội Đức. Quân Đức đã rút các khẩu công thành pháo và chỉ dùng một số đơn vị Bayern để quan sát pháo đài, với đại bác hạng nhẹ hỗ trợ.
Cho đến nửa đêm ngày 30 tháng 9, quân đồn trú Pháp mới phát động cuộc phá vây nhằm vào một nông trang, nhưng bị quân Đức đẩy lui sau vài tiếng đồng hồ. Quân Pháp tiếp tục đánh ra trong ngày hôm sau, và một cuộc giao chiến lẻ tẻ cũng bùng nổ trong ngày 19 tháng 11. Các lực lượng phong tỏa của Đức tiếp tục quan sát một cách gắt gao. Tuy nhiên, dường như đội quân quan sát của Đức đã đi đến một thỏa thuận với quân trú phòng Pháp, theo đó hai bên không hề bắn vào nhau một viên đạn nào. Tình hình đã được cải tiến đối với lực lượng phong tỏa của người Đức. Mãi đến ngày 11 tháng 3, một thỏa ước giữa Đức và Pháp đã đề cập đến số phận của quân đội Pháp trú phòng tại Bitche, nhưng vào ngày 26 tháng 3, các chi đội của Bayern mới tiến chiếm thị trấn, trước khi một đội quân trú phòng của Phổ thế chân họ.